# Acalolepta grisescens
Acalolepta grisescens là một loài bọ cánh cứng trong họ Cerambycidae.